# Zhuaraneus ethani
Espèce
Synonymes
- Araneus ethani Mi, Li & Pham, 2023

Zhuaraneus ethani est une espèce d'araignées aranéomorphes de la famille des Araneidae.

## Distribution
Cette espèce est endémique du Viêt Nam. Elle se rencontre dans la province de Ninh Bình et à Haïphong.

## Description
La femelle holotype mesure 4,10 mm.

## Systématique et taxinomie
Cette espèce a été décrite sous le protonyme Araneus ethani par Mi, Li et Pham en 2023. Elle est placée dans le genre Zhuaraneus par Mi, Wang et Li en 2024.

## Publication originale
- Mi, Li & Pham, 2023 : « On five new species of the genera Araneus and Hypsosinga (Araneae, Araneidae) from Vietnam. » ZooKeys, vol. 1161, p. 69-87 (texte intégral).